# L'isola di Arturo (romanzo)
L'isola di Arturo è un romanzo di formazione del 1957 scritto da Elsa Morante. Ha vinto il Premio Strega.

## Trama
Arturo Gerace nasce sull'isola di Procida e lì vive l'intera infanzia e adolescenza. L'isola racchiude tutto il suo mondo, e tutti gli altri posti esistono per lui solo nella dimensione della leggenda. Passa il suo tempo nella Casa dei Guaglioni a leggere storie sugli «eccellenti condottieri», a studiare l'atlante per progettare i suoi viaggi futuri e a fantasticare sulla figura del padre italo-tedesco Wilhelm, che crede il più grande eroe della storia. Tutto ciò che è legato al padre per lui è sacro. Anche i pochi amici del padre, come l'Amalfitano o Pugnale Algerino, sono per lui delle figure mitiche: il solo fatto di essere stati degni di amicizia li rende ai suoi occhi delle persone straordinarie. 
Il quattordicenne Arturo è orfano della madre, morta nel darlo alla luce, e non ha mai conosciuto una donna: nei momenti di assenza del padre vive esclusivamente in compagnia della sua bianca cagna Immacolatella, alla quale è molto legato. Quando il padre porta a casa Nunziata, la nuova sposa sedicenne napoletana, Arturo prova subito verso di lei odio e indignazione, paragonandola ad un essere brutto e inferiore, e non tollerando che possa sostituirsi alla madre defunta. Nelle lunghe assenze di Wilhelm, sono solo loro due a vivere nella grande casa; Nunziata cerca di instaurare un rapporto con Arturo, ma lui, geloso delle attenzioni che il padre le riserva nei primi mesi di matrimonio, oppone un muro impenetrabile.
Tutto cambia quando a loro si aggiunge il piccolo Carmine, il figlio di Nunziata e di Wilhelm. Durante la notte del travaglio, Arturo sente Nunziata urlare e disperarsi, e ha il terrore che, come sua madre, anche la matrigna possa morire di parto. Dopo la nascita del bambino, Nunziata si dedica completamente a Carmine, e Arturo ne diventa terribilmente geloso. Del fratellastro invidia soprattutto il fatto che abbia una madre affettuosa, che vive per lui e lo riempie di baci, cosa che Arturo non ha mai avuto. La sua gelosia per la maternità di Nunziata è tale che, per attirare l'attenzione della matrigna, decide di inscenare un suicidio ingurgitando delle pastiglie di sonnifero lasciate incustodite dal padre. La dose ingerita, che Arturo sapeva con certezza non essere sufficiente a uccidere un uomo, si rivela però abbastanza forte per un ragazzo, e il giovane si salva grazie alla sua ottima forma fisica. Così Arturo trascorre circa una settimana a letto, in un torpore surreale durante il quale gode delle attenzioni di Nunziata, sempre al suo capezzale. Appena guarito, Arturo per la gioia le corre incontro e la bacia sulla bocca, chiamandola per la prima volta per nome ma rimane stupito quando ella lo rifiuta e mostra paura nei suoi confronti. Arturo nota una sorta di conflitto in Nunziata, divisa tra la sua volontà, il suo dovere di moglie e cristiana e l'affetto/amore che sicuramente prova per il ragazzo, che tuttavia comincia a evitare.
Ormai allontanato dalla matrigna, Arturo fa conoscenza di un'amica di Nunziata, Assunta, una vedova ventunenne che lo inizia al sesso. In occasione della sua prima esperienza sessuale si rende conto che i sentimenti contrastanti che prova verso Nunziata nascondono l'attrazione che Arturo prova verso di lei ed arriva a mordersi a sangue il labbro inferiore per impedirsi di gridare il nome della matrigna. Pur non amando Assunta, Arturo intreccia con lei una relazione per sfogare l'amore represso verso Nunziata; quando scopre che Assunta ha molti altri amanti, deluso, la abbandona ingiuriandola. 
Al ritorno di Wilhelm a Procida, Arturo, che ha preso l'abitudine di aspettare suo padre ogni giorno al molo come da bambino, vede l'uomo in preda all'agitazione, pervaso da un atteggiamento febbrile ed impaziente. Wilhelm invita il figlio 
a precederlo nel sentiero verso casa ma Arturo decide di aspettare nascosto dietro una catasta di merci. Da lì scopre che il padre era in attesa di un carcerato il quale suscita subito l'odio di Arturo. Da quel giorno Wilhelm inizia a condurre una vita schiva, ignora la moglie e i figli, e nei suoi disperati vagabondaggi estivi rifiuta perfino la compagnia di Arturo. Un pomeriggio, Arturo si imbatte per caso in Wilhelm e lo segue di nascosto, arrivando fino al penitenziario dell'isola, dove il padre si mette a cantare rivolto a una delle finestre e, non ricevendo risposta, si mette a fischiare in un codice che Arturo pensava essere un segreto esclusivo tra lui e suo padre. Finalmente, il carcerato si mostra alla finestrella e fischia in risposta, in codice, un insulto: «Parodia!». 
Alla vigilia del compleanno di Arturo, rincasando a tarda sera il ragazzo trova il carcerato, Tonino Stella, rilasciato per amnistia e ospite di Wilhelm. Da lui (al cui polso nota l'orologio regalato al padre dall'amico Marco detto 'Pugnale Algerino') scopre che il padre, ch'egli aveva sempre creduto un grande viaggiatore e un eroe, non si allontana mai di molto durante i suoi viaggi, e che ha in realtà un carattere per certi versi infantile e timoroso. È ormai chiaro che Wilhelm prova un'attrazione omosessuale verso Tonino il quale, pur provando nient'altro che un forte disprezzo nei suoi confronti, accetta di compiere insieme un viaggio di quindici giorni, al termine del quale verrà ricompensato con un capitale sufficiente da permettergli, al suo ritorno a Roma, di aprire un garage e di sposare la sua fidanzata. All'arrivo di Wilhelm, Arturo litiga col padre, disgustato dal suo comportamento irresponsabile e servile, oltre al fatto che dimostri di amare Tonino più di Nunziata, Carmine e Arturo stesso.
L'indomani mattina, nel giorno del suo sedicesimo compleanno, Arturo rifiuta anche l'ultimo tentativo conciliante del padre, diretto in tutta fretta al porto di Procida (e al quale aveva scritto, senza consegnargliela, una lettera carica d'odio). Nella furia, Arturo rivela a Nunziata che Wilhelm è innamorato di Tonino ed è partito con lui, poi le confessa il suo amore e tenta di baciarla, ma, respinto, lotta con lei e le ferisce il lobo dell'orecchio. A quel punto fugge, con l'intenzione di andarsene per sempre dall'isola, e si nasconde in una grotta per non essere trovato. Nascosto nella grotta Arturo incontra Silvestro, il garzone che gli aveva fatto da balio e si era preso cura di lui nei primi anni di vita, allattandolo con latte di capra. 
Alla fine Arturo decide di prendere il piroscafo insieme a lui e di arruolarsi come volontario nella seconda guerra mondiale per mettersi alla prova in combattimento, come aveva sempre sognato durante l'infanzia. Silvestro si reca dunque alla casa dei Gerace e riferisce a Nunziata il messaggio affidatogli da Arturo, ossia che il ragazzo è già partito e gli ha chiesto di preparare una valigia con tutti i suoi scritti e i suoi averi. Nunziata consegna a Silvestro l'orecchino d'oro che Arturo le aveva strappato nella baruffa della mattina e un pezzo di pizza dolce, che aveva cucinato apposta per il compleanno del figliastro, perché li porti ad Arturo. 
Per un momento, Arturo è tentato di tornare da Nunziata, ma alla fine lascia Procida insieme a Silvestro. Il ragazzo non guarda l'isola allontanarsi e confondersi all'orizzonte, ma riapre gli occhi solo quando ormai è sparita allo sguardo.

## Personaggi
Arturo GeraceIl protagonista del libro e narratore degli avvenimenti, è un giovane nato a Procida, nella Casa dei Guaglioni, da Wilhelm Gerace e da madre sconosciuta morta nel parto. Nella prima parte del romanzo Arturo sarà ancora molto immaturo e piuttosto narcisista. Adula suo padre per tutto il romanzo sebbene questo si dimostri una persona disonesta e manesca. Ad Arturo ciò sembra essere totalmente normale, addirittura divino. Considera suo padre l'incarnazione della perfezione, anche se con lui ha dei rapporti molto ristretti a causa dei suoi continui viaggi. Arturo si dimostra anche molto superbo con Nunziata e poi geloso del fratello Carmine. Durante il corso del romanzo Arturo dovrà fare i conti con emozioni a lui sconosciute, che lo aiuteranno a crescere e a scoprire nuove realtà. La sua partenza dall'isola alla fine del libro può essere intesa come un abbandono totale della fanciullezza: Arturo, adesso cresciuto, è pronto per lasciare il padre e Procida e tutto ciò che per lui è sempre stato  indispensabile.
Wilhelm GeracePadre di Arturo, uomo conosciuto per la sua inconfondibile bellezza e per il suo profondo odio verso le donne. Disprezza l'isola e ogni altro luogo all'interno dei quali non può trovare ristoro. Intraprende viaggi senza mai andare molto lontano dall'isola, durante i quali ha delle relazioni omosessuali. Sposa Nunziata e, a causa dell'odio incondizionato che prova verso le donne, la picchia e la insulta.

## Edizioni
- Elsa Morante, L'isola di Arturo, collana Supercoralli, Torino, Einaudi, 1957.
- Elsa Morante, L'isola di Arturo, collana Gli struzzi, Torino, Einaudi, 1975.
- Elsa Morante, L'isola di Arturo, Novara, Mondadori-De Agostini, 1988.
- Elsa Morante, L'isola di Arturo, collana Grandi Romanzi Italiani, (prefazione di Antonio Debenedetti), Milano, RCS MediaGroup, 2003, ISBN 978-88-06-13838-7.
- Elsa Morante, L'isola di Arturo, collana Collezione Premio Strega, (prefazione di Cesare Garboli), Torino, UTET, 2007, ISBN 88-02-07442-9.
- Elsa Morante, L'isola di Arturo, collana ET Scrittori, (introduzione di Cesare Garboli), Torino, Einaudi, 2014, ISBN 978-88-06-22264-2.
- Elsa Morante, L'isola di Arturo, collana ET Scrittori, (introduzione di Cesare Garboli), Torino, Einaudi, 2017, ISBN 978-88-06-23751-6.
- Elsa Morante, L'isola di Arturo, collana ET Scrittori, (introduzione di Cesare Garboli), Torino, Einaudi, 2022, ISBN 978-88-06-22264-2.

## Traduzioni internazionali
- Finlandese: Alli Holma – Arturon saari (1958)
- Svedese: Karin Alin – Arturos ö (1959)
- Norvegese: Hans Braarvig – Arturos øy (1959)
- Tedesco: Susanne Hurni-Maehler – Arturos Insel (1959)
- Inglese: Ann Goldstein – Arturo's Island (2019); Isabel Quigly – Arturo's Island (1960)
- Spagnola: Eugenio Guasta – La Isla de Arturo (1960)
- Polacca: Barbara Sieroszewska – Wyspa Artura (1960)
- Olandese: Manon Smits – Het eiland van Arturo (2021); J.H. Klinkert-Pötters Vos – Het eiland van Arturo (1960)
- Francese: Michel Arnaud – L'Île d'Arturo (1963)
- Giapponese: Teruo Ōkubo – 禁じられた恋の島 (Kinjirareta koi no shima?) (1964)
- Catalano: Joan Oliver – La Meva illa (1965)
- Ungherese: Éva Dankó – Arturo szigete (1966)
- Sloveno: Cvetka Žužek-Granata – Arturov otok (1976)
- Danese: Jytte Lollesgaard – Arturos ø (1984)
- Islandese: Troels Møller – Arturos ø (1985)
- Danese: Jørgen Weel – Arturos ø (1986)
- Serba: Jasmina Livada – Arturovo ostrvo (1987)
- Coreana: Kim Ŭn-ch'ŏn omgim – 금지된사랑의섬?, Kŭmji toen sarang ŭi sŏmLR (1989)
- Greco: Thanasē Metsimenidē – To nēsi tou Artouro (1992)
- Ebraico: Miryam Shusṭerman-Padovano – ha-I shel Arturo (1997)
- Portoghese: Loredana de Stauber Caprara e Regina Célia Silva – A ilha de Arturo (2003)
- Turco: Şadan Karadeniz e Pınar Savaş – Arturo'nun adası (2007)
- Croato: Mirna Čubranić – Arturov otok (2023)

## Opere derivate
Nel 1962 fu tratto dal romanzo il film omonimo per la regia di Damiano Damiani e interpretato, tra gli altri, da Vanni De Maigret (Arturo), Key Meersman (Nunziata), Reginald Kernan (Wilhelm), Gabriella Giorgelli (Assunta, qui rinominata Teresa) e Luigi Giuliani (Tonino).